# Anilios howi
Anilios howi — вид змій родини сліпунів (Typhlopidae). Ендемік Австралії.

## Поширення і екологія
Anilios howi відомі за кількома зразками, зібраними в регіоні Кімберлі в Західній Австралії. Вони живуть на сухих луках.